# 中国驻巴拿马大使馆
中华人民共和国驻巴拿马共和国大使馆（西班牙語：Embajada de la República Popular China en la República de Panamá），简称中国驻巴拿马大使馆，是中華人民共和國外交部在巴拿马设立的驻外机构。前身是中国驻巴拿马贸易发展办事处（西班牙語：Oficina de Desarrollo comercial Chino-Panameño），以中華人民共和國和巴拿马的贸易关系为发展基础，于1996年设立，具有领事功能，2017年因中巴建交而升格为大使馆。

## 历史
中華人民共和國驻巴拿马贸易办事处于1996年建立。2017年6月中華人民共和國和巴拿馬建交後於7月13日升格為大使館。9月17日中国驻巴拿马大使馆正式举行揭牌仪式，出访巴拿马的中国外交部长王毅和巴拿马总统巴雷拉为大使馆揭牌。

## 机构设置
中国驻巴拿马大使馆设置下列机构：
- 政治处
- 领侨处
- 经商处
- 文教处